# Ricreazione (album)
| Recensione | Giudizio |
| ---------- | -------- |
| Rockol     | 7/10     |

Ricreazione è il terzo album della cantante italiana Malika Ayane, pubblicato il 18 settembre 2012 dall'etichetta discografica Sugar Music.

## Descrizione
Ricreazione è stato pubblicato a più di due anni di distanza dal precedente album della cantante Grovigli ed a quasi due dalla riedizione dello stesso. L'album è stato anticipato dal singolo Tre cose che è stato reso disponibile in rotazione radiofonica e sul portale musicale di iTunes a partire dal 27 luglio 2012.
L'album vanta il contributo artistico di autori affermati e giovani di talento: Paolo Conte, Pacifico, Tricarico, Alessandro Raina, Boosta, The Niro ed un brano inedito (parte musicale) di Sergio Endrigo ed è il primo in cui Malika Ayane è produttrice artistica.
Il titolo Ricreazione, scelto dalla cantante su suggerimento della discografica Caterina Caselli, nasce da uno stato di maggiore leggerezza e piacere emotivo, che le permette di abbandonarsi alla parte più ludica della musica.

## La copertina
La copertina di Ricreazione è stata ideata dalla stessa cantante che ha dichiarato in merito ad essa:
Nella cover sono ritratti molteplici invitati festosi e partecipi… tra loro il marito di Malika, Federico Brugia, Caterina Caselli (con il bassotto Charlie), il pubblicitario Gianpietro Vigorelli, il trombonista Mauro Ottolini e la stessa cantante.

## Tracce

### Edizione standard
1. Grovigli – 3:37 (Malika Ayane)
2. Tre cose – 5:00 (testo: Alessandro Raina – musica: Alessandro Raina, Malika Ayane)
3. Il tempo non inganna – 4:30 (testo: Malika Ayane, Pacifico – musica: Malika Ayane, Carmine Tundo)
4. Glamour – 4:24 (Paolo Conte)
5. Medusa – 3:23 (testo: Davide Combusti, Maurizio Mariani – musica: Davide Combusti)
6. The Morns Are Meeker Than They Were – 2:14 (testo: Emily Dickinson – musica: Sergio Endrigo)
7. Mars – 5:43 (Malika Ayane, Phil Mer e Chris Costa)
8. Shine – 3:25 (testo: Malika Ayane – musica: Boosta)
9. Neve casomai (Un amore straordinario) – 3:48 (testo: Malika Ayane, Pacifico – musica: Daniel Vuletic)
10. Something Is Changing (Far From The Thrills) – Director’s cut – 4:19 (testo: Malika Ayane – musica: Paolo Buonvino)
11. Guess What??? – 4:28 (Malika Ayane, Vito Lucente)
12. Occasionale – 3:23 (Francesco Tricarico)

### Sanremo Edition
1. Grovigli – 3:37 (Malika Ayane)
2. Tre cose – 5:00 (testo: Alessandro Raina – musica: Alessandro Raina, Malika Ayane)
3. Il tempo non inganna – 4:30 (testo: Malika Ayane, Pacifico – musica: Malika Ayane, Carmine Tundo)
4. Cosa hai messo nel caffè? – 3:52 (testo: Giancarlo Bigazzi – musica: Riccardo Del Turco, Giorgio Antola)
5. Glamour – 4:24 (Paolo Conte)
6. Medusa – 3:23 (testo: Davide Combusti, Maurizio Mariani – musica: Davide Combusti)
7. Niente – 5:03 (Giuliano Sangiorgi)
8. The Morns Are Meeker Than They Were – 2:14 (testo: Emily Dickinson – musica: Sergio Endrigo)
9. Mars – 5:43 (Malika Ayane, Phil Mer, Chris Costa)
10. Shine – 3:25 (testo: Malika Ayane – musica: Boosta)
11. Neve casomai (un amore straordinario) – 3:48 (testo: Malika Ayane, Pacifico – musica: Daniel Vuletic)
12. E se poi – 4:43 (Giuliano Sangiorgi)
13. Something Is Changing (Far From The Thrills) – 4:19 (testo: Malika Ayane – musica: Paolo Buonvino)
14. Guess What??? – 4:28 (Malika Ayane, Vito Lucente)
15. Occasionale – 3:23 (Francesco Tricarico)

## Classifiche
| Anno | Paese  | Posizione |
| ---- | ------ | --------- |
| 2012 | Italia | 2         |

Classifiche Sanremo edition
| Anno | Paese  | Posizione |
| ---- | ------ | --------- |
| 2013 | Italia | 14        |

## Ricreazione tour
Il Ricreazione Tour è un tour di Malika Ayane per la promozione di Ricreazione.
| Ricreazione Tour 2012 | Ricreazione Tour 2012 | Ricreazione Tour 2012         |
| --------------------- | --------------------- | ----------------------------- |
| 5 novembre            | Verona                | Teatro Filarmonico            |
| 10 novembre           | Torino                | Teatro Colosseo               |
| 13 novembre           | Genova                | Politeama Genovese            |
| 14 novembre           | Firenze               | Teatro Verdi                  |
| 19 novembre           | Bologna               | Teatro Europa Auditorium      |
| 20 novembre           | Ravenna               | Teatro Alighieri              |
| 22 novembre           | Roma                  | Auditorium Parco della Musica |
| 26 novembre           | Cremona               | Teatro A. Ponchielli          |
| 29 novembre           | Trento                | Auditorium Santa Chiara       |
| 30 novembre           | Belluno               | Teatro Comunale               |
| 3 dicembre            | Milano                | Teatro degli Arcimboldi       |
| 4 dicembre            | Milano                | Blue Note                     |

| Ricreazione Tour 2013 | Ricreazione Tour 2013      | Ricreazione Tour 2013                          |
| --------------------- | -------------------------- | ---------------------------------------------- |
| 11 aprile             | Brindisi                   | Teatro Verdi                                   |
| 12 aprile             | Pescara                    | Teatro Massimo                                 |
| 13 aprile             | Senigallia                 | Teatro La Fenice                               |
| 16 aprile             | Napoli                     | Teatro Augusteo                                |
| 18 aprile             | Catania                    | Teatro Metropolitan                            |
| 19 aprile             | Palermo                    | Teatro Golden                                  |
| 20 aprile             | Marsala                    | Teatro Impero                                  |
| 26 aprile             | Padova                     | Teatro Geox                                    |
| 15 maggio             | Parma                      | Teatro Regio                                   |
| 17 maggio             | S. Vincent                 | Sala Gran Paradiso                             |
| 24 maggio             | Bari                       | Festival dell'Innovazione                      |
| 25 maggio             | Brescia                    | Piazza Della Loggia                            |
| 26 maggio             | Milano                     | Villa Clerici                                  |
| 28 giugno             | Venaria Reale              | Reggia                                         |
| 29 giugno             | Caterraduno di Senigallia  | Foro Annonario                                 |
| 5 luglio              | Riccione                   | Notte Rosa                                     |
| 6 luglio              | Marina di Torregrande      | Golfo di Oristano                              |
| 18 luglio             | Roma                       | Villa Ada                                      |
| 21 luglio             | Alpàa Varallo              | Piazza Vittorio Emanuele                       |
| 27 luglio             | Noventa di Piave           | RDS Summer Festival                            |
| 2 agosto              | Lignano Sabbiadoro         | Beach Arena                                    |
| 3 Agosto              | Asiago                     | Notte di Note                                  |
| 4 agosto              | Civitanova Marche          | Area Portuale                                  |
| 7 agosto              | Cassino                    | Gli Archi Village                              |
| 8 agosto              | Salerno                    | Arena del Mare                                 |
| 9 agosto              | Marina di Pisticci         | Argonauti Resort                               |
| 10 agosto             | Vieste                     | Piazza della Marina Piccola                    |
| 11 agosto             | Ostuni                     | Foro Boario                                    |
| 15 agosto             | Merano                     | Giardini di Castel Trauttmansdorf              |
| 17 agosto             | Francavilla al Mare        | Spiaggia Piazzale Sirena                       |
| 18 agosto             | Rispescia                  | Festambiente                                   |
| 23 agosto             | Bellaria                   | Lungomare Pinzon                               |
| 25 agosto             | Marciano della Chiana (AR) | Giardini di Via Pozzuoli, Festa di Santa Lucia |
| 31 agosto             | Campanedda                 | Piazza S. Maria di Torres                      |
| 9 settembre           | Caserta Vecchia            | Teatro della Torre                             |